# Christian Menzel
Christian Menzel (* 22. Juni 1971 in Langenfeld) ist ein deutscher Autorennfahrer.

## Karriere
Menzel begann seine Karriere 1981 im Kartsport. Ab 1991 fuhr er ADAC BMW Formel Junior, später Formel Renault und ab 1994 Formel 3.
1996 wechselte Menzel zu BMW in den Super-Tourenwagen-Cup und war dort zwei Jahre für das Isert-Team aktiv. 1998 gewann er mit Hans-Joachim Stuck, Andreas Bovensiepen und Marc Duez auf einem BMW 320d das 24-Stunden-Rennen auf dem Nürburgring, nachdem er in den Vorjahren schon mehrfach auf anderen Fahrzeugen teilgenommen hatte.
1999 unterstützte Menzel das US-amerikanische BMW-Team Prototype Technology Group in der American Le Mans Series und beendete dabei einen der drei Meisterschaftsläufe als Klassensieger der GT-Kategorie. Im Jahr 2000 trennte sich Menzel von BMW und fuhr unter anderem neben der DTM für Opel in einem Lauf der Asia Pacific Le Mans Series einen Porsche 996 GT3 R für Dick Barbour Racing. Daraufhin erhielt er für das folgende Jahr einen Vertrag beim Porsche-Team Alex Job Racing in der American Le Mans Series, trat zuvor aber bereits beim 24-Stunden-Rennen von Daytona für White Lightning Racing an. Seinen ersten Einsatz in der Grand-Am Sports Car Series beendete er mit Mike Fitzgerald, Lucas Luhr und Randy Pobst auf dem zweiten Gesamtrang und als Klassensieger der GT. In den nun folgenden acht Läufen der ALMS stand Menzel mit Randy Pobst in drei Läufen auf dem Podium seiner Klasse. Zudem beendete er ein Rennen der European Le Mans Series auf dem Podium der GT-Klasse.
Danach konzentrierte sich Menzel auf den Porsche Carrera Cup Deutschland – wo er 2005 Gesamtsieger wurde – und den Porsche Supercup, an welchem er insgesamt sieben Jahre lang teilnahm. 2008 wechselte er in den Porsche Carrera Cup Asia zum StarChase Team aus China. Dort belegte er in der Gesamtwertung den zweiten Platz, 2009 und 2010 gewann er den Cup. Auch in der BFGoodrich Langstreckenmeisterschaft auf dem Nürburgring geht Christian Menzel auf verschiedenen Porsche 911 GT3 Cup an den Start.
Nebenbei arbeitet er als Instruktor am Fahrsicherheitszentrum am Nürburgring, sein Wohnort Kelberg liegt in unmittelbarer Nähe der traditionsreichen Rennstrecke.
Sein Sohn Nico ist ebenfalls im Motorsport aktiv.

## Statistik

### Sebring-Ergebnisse
| Jahr | Team            | Fahrzeug           | Teamkollege | Teamkollege   | Platzierung | Ausfallgrund |
| ---- | --------------- | ------------------ | ----------- | ------------- | ----------- | ------------ |
| 2001 | Alex Job Racing | Porsche 911 GT3-RS | Randy Pobst | Timo Bernhard | Rang 9      |              |

### Einzelergebnisse in der DTM
| Saison | Team          | Hersteller | 1   | 2   | 3   | 4   | 5   | 6   | 7   | 8   | 9   | 10  | 11  | 12  | 13  | 14  | 15  | 16  | Punkte | Rang |
| ------ | ------------- | ---------- | --- | --- | --- | --- | --- | --- | --- | --- | --- | --- | --- | --- | --- | --- | --- | --- | ------ | ---- |
| 2000   | Team Irmscher | Opel       | HO1 | HO1 | OS1 | OS1 | NOR | NOR | SAC | SAC | NÜ1 | NÜ1 | OS2 | OS2 | NÜ2 | NÜ2 | HO2 | HO2 | 5      | 17.  |
| 2000   | Team Irmscher | Opel       | 14  | 11  | 14  | DNF | 16  | DNF | 9   | 13  | 17  | 9   | DNF | DNF | 17  | 10  | DNF | DNS | 5      | 17.  |

| Legende  | Legende            | Legende                                                          |
| Farbe    | Abkürzung          | Bedeutung                                                        |
| -------- | ------------------ | ---------------------------------------------------------------- |
| Gold     | –                  | Sieg                                                             |
| Silber   | –                  | 2. Platz                                                         |
| Bronze   | –                  | 3. Platz                                                         |
| Grün     | –                  | Platzierung in den Punkten                                       |
| Blau     | –                  | Klassifiziert außerhalb der Punkteränge                          |
| Violett  | DNF                | Rennen nicht beendet (did not finish)                            |
| Violett  | NC                 | nicht klassifiziert (not classified)                             |
| Rot      | DNQ                | nicht qualifiziert (did not qualify)                             |
| Rot      | DNPQ               | in Vorqualifikation gescheitert (did not pre-qualify)            |
| Schwarz  | DSQ                | disqualifiziert (disqualified)                                   |
| Weiß     | DNS                | nicht am Start (did not start)                                   |
| Weiß     | WD                 | zurückgezogen (withdrawn)                                        |
| Hellblau | PO                 | nur am Training teilgenommen (practiced only)                    |
| Hellblau | TD                 | Freitags-Testfahrer (test driver)                                |
| ohne     | DNP                | nicht am Training teilgenommen (did not practice)                |
| ohne     | INJ                | verletzt oder krank (injured)                                    |
| ohne     | EX                 | ausgeschlossen (excluded)                                        |
| ohne     | DNA                | nicht erschienen (did not arrive)                                |
| ohne     | C                  | Rennen abgesagt (cancelled)                                      |
| ohne     | keine WM-Teilnahme |                                                                  |
| sonstige | P/fett             | Pole-Position                                                    |
| sonstige | 1/2/3/4/5/6/7/8    | Punktplatzierung im Sprint-/Qualifikationsrennen                 |
| sonstige | SR/kursiv          | Schnellste Rennrunde                                             |
| sonstige | *                  | nicht im Ziel, aufgrund der zurückgelegten Distanz aber gewertet |
| sonstige | ()                 | Streichresultate                                                 |
| sonstige | unterstrichen      | Führender in der Gesamtwertung                                   |